# Meclov

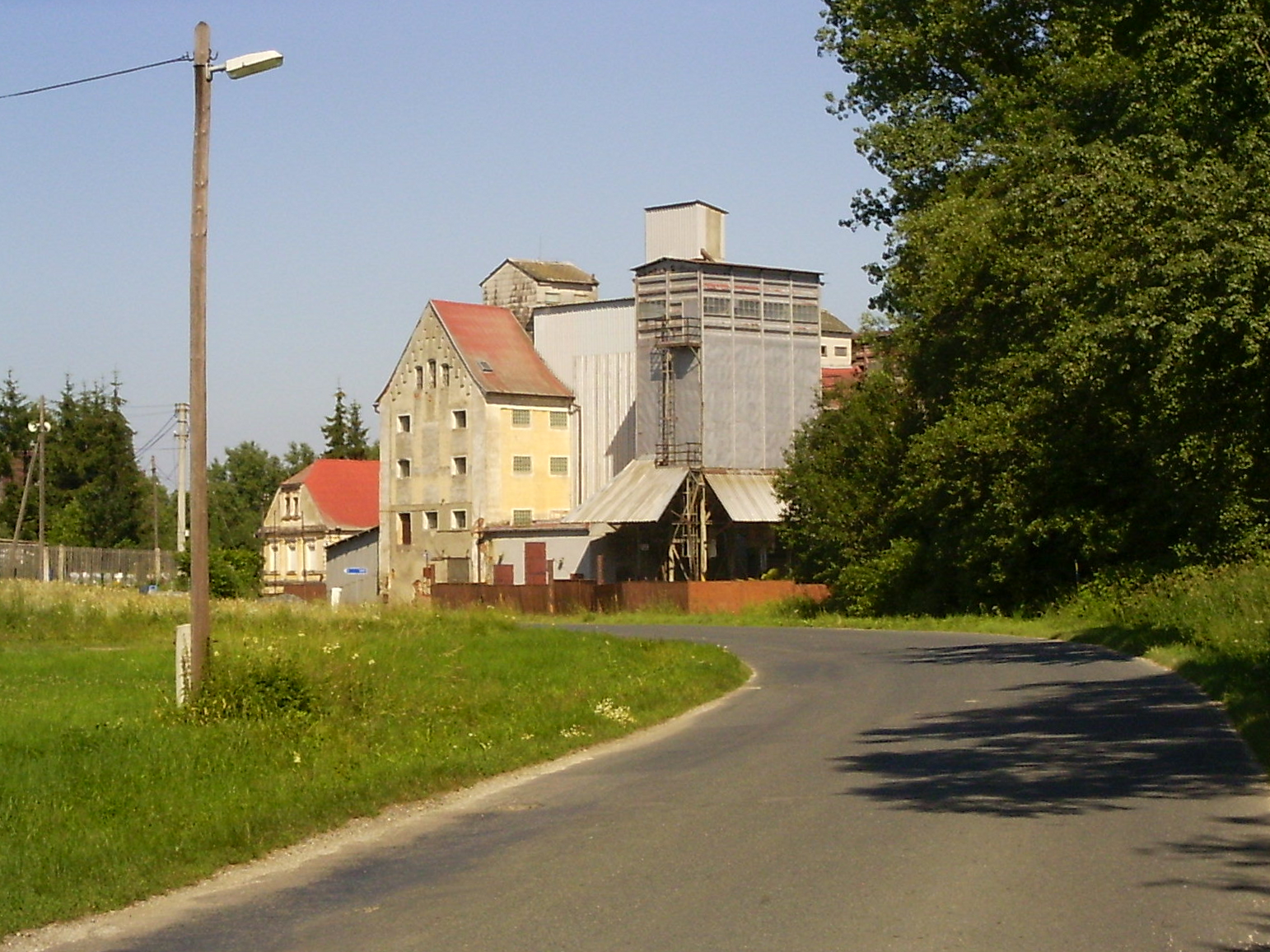
Fabrik in Meclov

Meclov (deutsch Metzling) ist eine Gemeinde in Tschechien. Sie liegt fünf Kilometer westlich von Horšovský Týn und gehört zum Okres Domažlice.

## Geographie
Meclov befindet sich im Tal des Baches Černý potok in der Chodská pahorkatina. 
Durch das Dorf führen die Straße II/196 zwischen Mračnice und Poběžovice sowie die Bahnstrecke Staňkov–Poběžovice. Südöstlich verläuft die Straße I/26 von Horšovský Týn nach Furth im Wald.

## Geschichte
Die erste urkundliche Erwähnung des Dorfes erfolgte im Jahre 1115 als Besitz des Klosters Kladruby. Am Übergang vom 13. zum 14. Jahrhundert siedelten sich im Zuge der Kolonisation in Meclov acht Familien aus der Gegend von Landau an der Isar an. Das Dorf blieb bis 1313 im Klosterbesitz, danach gehörte es dem Vladiken Racek von Prostiboř. 1379 wurde das Gut Meclov der Herrschaft Poběžovice zugeschlagen.
Nach der Aufhebung der Patrimonialherrschaften bildete Metzling ab 1850 eine Gemeinde im Pilsner Kreis und Gerichtsbezirk Bischofteinitz. Seit 1869 gehörte die Gemeinde zum Bezirk Bischofteinitz. Im Jahre 1900 nahm die Lokalbahn Stankau–Bischofteinitz–Ronsperg den Verkehr auf. 1920 hatte die Gemeinde Metzling 733, größtenteils deutschsprachige Einwohner. Im Jahre 1930 lebten in dem Dorf 773 Personen. 
Nach dem Münchner Abkommen wurde Metzling dem Deutschen Reich zugeschlagen und gehörte bis 1945 zum Landkreis Bischofteinitz. 1939 hatte die Gemeinde 730 Einwohner. 
Nach dem Ende des Zweiten Weltkrieges wurden 559 Deutsche aus Meclov vertrieben und Tschechen aus dem Binnenland und Repatrianten aus Wolhynien angesiedelt. Seit 1960 gehört die Gemeinde Meclov zum Okres Domažlice. Březí, Mračnice und Mašovice wurden 1961 eingemeindet. 1980 erfolgte die Eingemeindung von Třebnice (mit Bozdíš, Mrchojedy, Němčice und Jeníkovice).

## Gemeindegliederung
Die Gemeinde Meclov besteht aus den Ortsteilen und Katastralbezirken Bozdíš (Wostirschen), Březí (Pirk), Jeníkovice (Dingkowitz), Mašovice (Maschowitz), Meclov (Metzling), Mračnice (Raschnitz), Mrchojedy (Murchowa), Němčice (Nemtschitz) und Třebnice (Trebnitz). Zu Meclov gehört außerdem die Einschicht Dolní Baldov (Waldowa).

## Sehenswürdigkeiten
- Kirche des Erzengel Michael in Meclov